# Ride de Davie
La ride de Davie est un haut-fond s'étirant selon un axe nord-sud sur presque 1 200 kilomètres dans le canal du Mozambique, entre l'île de Madagascar et le continent africain à hauteur du Mozambique. Il s'agit en fait de la dorsale d'épanchement basaltique à l'origine de l'ouverture de ce bras de mer et le long de laquelle a coulissé Madagascar après un épisode de rifting qui a commencé au Permo-Trias. Très variable et fortement asymétrique, le flanc occidental étant plus abrupt que le flanc est, ce relief culmine à vingt mètres sous le niveau de la mer au mont Saint-Lazare.
À l'est de cette ride se situerait le point chaud impliqué dans la genèse des îles de l'archipel des Comores depuis huit millions d'années.

## Activité
L'activité sismique de cette zone est normalement limitée, à l'exception d'un épisode de séismes en essaim qui ont atteint Mayotte (et dans une moindre mesure Madagascar et les Comores) en mai 2018, dont le plus fort a atteint une magnitude de 5.8 le 15 mai, record historique pour l'île mais sans conséquence grave. 